# Frank Geleyn
Frank Geleyn (Handzame, 17 maart 1960 – Roeselare, 7 januari 2023) was een Vlaamse auteur van kinder- en jeugdboeken.  

## Levensloop
Geleyn debuteerde in 2003 met Ik zwijg, een jeugdroman over pesten. Dit boek werd meteen opgemerkt en kreeg drie herdrukken. Geleyn heeft een twintigtal boeken op zijn naam staan, telkens uitgegeven bij De Eenhoorn. Geleyns jeugdboeken zijn realistisch en gevoelig, terwijl in zijn kinderboeken fantasie en humor een grote rol spelen. Hij sleepte verschillende nominaties in de wacht o.a. voor de Boekenleeuw, de Jonge Jury in Nederland, de Kinder- en jeugdjury in Vlaanderen. Sommige van zijn boeken werden vertaald. 
Geleyn woonde in Torhout met zijn echtgenote, met wie hij twee zoons kreeg. Hij overleed op 62-jarige leeftijd aan de gevolgen van neuro-endrocriene tumoren (NET), een betrekkelijk zeldzame vorm van kanker waarover hij in 2022 zijn laatste boek Het Net schreef.